# Coupe de France 1948/49
Der Wettbewerb um die Coupe de France in der Saison 1948/49 war die 32. Ausspielung des französischen Fußballpokals für Männermannschaften. In diesem Jahr meldeten 981 Vereine.
Titelverteidiger war Lille Olympique SC, der auch in diesem Jahr wieder – zum fünften Mal nacheinander – das Endspiel erreichte. Darin allerdings verlor Lille gegen den Racing Club de Paris. Dies war bereits Racings fünfter Pokalsieg bei der sechsten Finalteilnahme; bis in die Gegenwart (2012) blieb dies allerdings auch sein letzter Gewinn der Trophäe.
Für unterklassige Teilnehmer ließ sich diese Saison vielversprechend an: das Zweiunddreißigstelfinale überstanden 13 Amateurteams und sieben Zweit-, aber nur zwölf Erstdivisionäre. Doch die Hierarchie wurde schnell wiederhergestellt; bereits im Viertelfinale schied der letzte verbliebene Zweitligist (Olympique Nîmes) ebenso wie der letzte Amateurklub aus. Letzterer, der Racing Club aus Arras, hatte bis dahin allerdings nachdrücklich für Schlagzeilen gesorgt; der Fünftligist schaltete nacheinander zwei dritt- und mit der US Valenciennes sogar eine zweitklassige Mannschaft aus, ehe sich der FC Metz für den RCA als unüberwindbar erwies.
Nach den von den regionalen Untergliederungen des Landesverbands FFF organisierten Qualifikationsrunden griffen im Zweiunddreißigstelfinale auch die 18 Erstligisten in den Wettbewerb ein. Die Paarungen wurden für jede Runde frei ausgelost. Alle Spiele fanden auf neutralem Platz statt; die Einnahmen wurden geteilt. Endete eine Begegnung nach Verlängerung unentschieden, wurden solange Wiederholungsspiele ausgetragen, bis ein Sieger feststand.
Der 1. FC Saarbrücken (oder FC Sarrebruck), der in dieser Saison aufgrund der Sonderrolle des Saarlands nach dem Zweiten Weltkrieg in der zweiten französischen Division mitspielen durfte – allerdings nur außer Konkurrenz –, war für den Pokalwettbewerb nicht teilnahmeberechtigt.

## Zweiunddreißigstelfinale
Spiele am 9., Wiederholungsmatches am 16. bzw. 20. Januar 1949. Die Vereine der beiden professionellen Ligen sind mit D1 bzw. D2 bezeichnet, diejenigen der landesweiten Amateurspielklasse mit CFA, die höchsten regionalen Amateurligen als DH bzw. PH („Division d’Honneur“ bzw. „Promotion d’Honneur“).
| - Stade Français-Red Star D1 – Olympique Alès D2 1:1 n. V., 7:3 - US Valenciennes D2 – AS Brignoles DH 3:2 - CA Vitry DH – AS Béziers D2 1:0 - Olympique Nîmes D2 – US Le Mans D2 2:0 - SM Caen CFA – SC Aniche DH 2:0 - VC Chartres CFA – US Pons CFA 4:0 - SR Colmar D1 – CS Le Thillot CFA 3:2 - FC Dôle CFA – Lyon OU D2 1:1 n. V., 4:2 - SA Douai D2 – RC Strasbourg D1 3:1 - Le Havre AC D2 – Olympique Marseille D1 1:1 n. V., 2:1 - CA Le Puy CFA – CA Paris D2 1:0 - US Seyne DH – FC Gueugnon CFA 5:3 - OSC Lille D1 – RC Lens D2 3:1 - FC Metz D1 – Girondins ASP Bordeaux D2 2:1 - FC Mulhouse CFA – US Revel CFA 3:2 - RC Arras PH – SO Merlebach CFA 2:1 | - OGC Nizza D1 – FC Nancy D1 2:1 - Stade Béthune CFA – RC Agathois Agde DH 3:1 - Racing Paris D1 – Arago Sports Orléans CFA 3:3 n. V., 1:0 - US Quevilly CFA – FC Toulouse D1 4:3 - Stade Reims D1 – SCO Angers D2 6:1 - Stade Rennes UC D1 – SO Montpellier D1 2:0 - AS Troyes-Savinienne D2 – FC Lorient CFA 3:0 - CO Roubaix-Tourcoing D1 – SO Châtellerault DH 4:0 - FC Rouen D2 – FC Dieppe DH 6:2 - AS Saint-Étienne D1 – AS Saint-Dizier DH 8:1 - Olympique Saint-Quentin CFA – Stade Saint-Germain PH 4:2 - UA Sedan-Torcy PH – SPN Vernon DH 5:1 - US Saint-Malo DH – FC Falaise PH 1:0 - FC Nantes D2 – AS Cannes D1 2:0 - FC Sochaux D1 – Stade Mont-de-Marsan CFA 2:0 - FC Sète D1 – AC Amiens D2 3:0 |

## Sechzehntelfinale
Spiele am 30. Januar 1949
| - Stade Français-Red Star D1 – CO Roubaix-Tourcoing D1 3:2 - US Valenciennes D2 – Olympique Saint-Quentin CFA 4:1 - Olympique Nîmes D2 – AS Saint-Étienne D1 2:1 - Le Havre AC D2 – FC Dôle CFA 2:0 - OSC Lille D1 – UA Sedan-Torcy PH 6:0 - FC Metz D1 – SA Douai D2 3:1 - RC Arras PH – VC Chartres CFA 3:0 - OGC Nizza D1 – CA Le Puy CFA 4:1 | - Racing Paris D1 – SM Caen CFA 3:1 - US Quevilly CFA – SR Colmar D1 1:0 - Stade Reims D1 – FC Sochaux D1 2:1 - Stade Rennes UC D1 – CA Vitry DH 3:1 - AS Troyes-Savinienne D2 – US Seyne DH 5:0 - FC Rouen D2 – FC Nantes D2 4:1 - US Saint-Malo DH – Stade Béthune CFA 1:0 - FC Sète D1 – FC Mulhouse CFA 5:0 |

## Achtelfinale
Spiele am 27. Februar, Wiederholungsmatch am 3. März 1949
| - Stade Français-Red Star D1 – AS Troyes-Savinienne D2 3:0 - Olympique Nîmes D2 – US Saint-Malo DH 4:0 - OSC Lille D1 – FC Rouen D2 1:1 n. V., 2:1 - FC Metz D1 – Stade Rennes UC D1 4:2 | - RC Arras PH – US Valenciennes D2 2:1 - OGC Nizza D1 – Stade Reims D1 3:0 - Racing Paris D1 – US Quevilly CFA 2:0 - FC Sète D1 – Le Havre AC D2 3:1 n. V. |

## Viertelfinale
Spiele am 20. März 1949
| - Stade Français-Red Star D1 – FC Sète D1 3:1 n. V. - OSC Lille D1 – OGC Nizza D1 2:1 n. V. | - FC Metz D1 – RC Arras PH 6:0 - Racing Paris D1 – Olympique Nîmes D2 2:1 n. V. |

## Halbfinale
Spiele am 10., Wiederholungsmatch am 20. April 1949
| - OSC Lille D1 – Stade Français-Red Star D1 1:0 | - Racing Paris D1 – FC Metz D1 2:2 n. V., 2:0 |

## Finale
Spiel am 8. Mai 1949 im Stade Olympique Yves-du-Manoir in Colombes vor 61.473 Zuschauern
- Racing Paris – Olympique Lille 5:2 (3:0)

### Mannschaftsaufstellungen
Auswechslungen waren damals nicht möglich.
Racing Paris: René Vignal – Karl Arens, Roger Lamy, Marcel Salva – Angelo Grizzetti, Lucien Leduc  – Roger Gabet, Henri Tessier, Roger Quenolle, Ernest Vaast, Georges Moreel
Trainer : Paul Baron
Olympique Lille: Félix Witkowski – Joseph Jadrejak, Jean-Marie Prévost, Justo Nuevo – Albert Dubreucq, Roger Carré – Roger Vandooren, André Strappe, Marius Walter, Jean Baratte , Jean Lechantre
Trainer : André Cheuva
Schiedsrichter: Raymond Vincenti (Marseille)

### Tore
1:0 Gabet (28.)

2:0 Quenolle (30.)

3:0 Gabet (35.)

4:0 Vaast (52.)

5:0 Jadrejak (59., Eigentor)

5:1 Lechantre (74.)

5:2 Strappe (83.)

### Besondere Vorkommnisse
Diese Endspielpaarung gab es nach 1939 und 1945 bereits zum dritten Mal – und immer hieß der Sieger am Ende Racing Paris; deshalb gilt der Hauptstadtclub mit den himmelblauen Vereinsfarben für die Nordfranzosen auch als „schwarze Bestie“ („bête noire“) des OSC Lille, der zudem diesmal auf zwei seiner wichtigsten Spieler, Marceau Somerlinck und Boleslaw Tempowski, verzichten musste. Es war auch das bis dahin torreichste Finale in der Geschichte des Wettbewerbs; später wurde dieser Rekord noch zweimal verbessert: 1952 auf acht und 1957 auf neun Treffer, jeweils in 90 Spielminuten.
Nur Marcel Salva, Ernest Vaast und Trainer Paul Baron waren auch schon bei Racings letztem Finale 1945 dabei gewesen.